# Charles de Ravinel
Pour les autres membres de la famille, voir Famille de Ravinel.
Charles, baron de Ravinel, né le 29 octobre 1839 à Nancy et mort le 27 octobre 1905 à Nossoncourt (Vosges), est un homme politique français.

## Biographie
Fils de Louis Félix Dieudonné de Ravinel et de Charlotte de Foblant (1814-1843), fille d'un noble dont elle hérita du château à Villé et nièce d'un officier qui participa à la guerre d'indépendance des États-Unis, Charles de Ravinel entre dans l'administration centrale des finances en 1862. Il est nommé adjoint à l'Inspection générale en 1865. Il épouse, en 1866, Charlotte Guérin (1843-1919), fille d'un propriétaire de la manufacture de faïence de Lunéville. Ils eurent trois enfants, deux fils et une fille : François (1867-1944), saint-cyrien, qui reprit le domaine familial à la mort de son père, ainsi que le mandat de maire et de conseiller général ; André (1868-1942), officier lui-aussi, maire de Rehainviller et conseiller général ; Marguerite (1870-1937), qui épousa le général Lyonnel de Bouvier (1862-1948). 
Le château d'Adoménil, acheté par la famille Guérin en 1888, restera propriété de la famille jusqu'à sa vente en 1978.
En 1867, à la mort de son père, il se présente aux élections pour le remplacer. Mais il est battu par le candidat officiel, le manufacturier Nicolas Géliot. Il est battu à nouveau en 1869. En revanche, il remplace son père comme maire de Nossoncourt, jusqu’à sa mort en 1905, et comme conseiller général de Rambervillers, jusqu'en 1871, puis de 1873 à 1877 et enfin de 1889 à 1895. Dès 1867, il prend la tête du comice agricole qu'il fait passer de 150 à 1 200 membres. Il devient en janvier 1870 chef de cabinet de Louis Buffet, ministre des Finances originaire des Vosges. Mais le ministre démissionne en avril. Il est élu aux élections de 1871 et devient député des Vosges. Il siège au centre-droit, s'abstient sur la paix, vote pour les lois d'exil, contre Adolphe Thiers, pour le septennat, s'oppose à l'amendement Wallon et contre les lois constitutionnelles de 1875. Il dépose un amendement pour transférer à Versailles les administrations et les services publics mais qui n'est pas adopté malgré de vifs débats. Il n'est pas réélu en 1876, échoue en 1877, aux sénatoriales de 1882 et encore aux législatives de 1885. Il est alors le chef de l'opposition de droite dans les Vosges, face au camp républicain.
Après l'affaire Dreyfus et la montée du nationalisme comme une idéologie de droite, il se retrouve concurrencé dans son rôle de chef de l'opposition. En 1888, il fonde le journal Le Nouvelliste des Vosges et reste attaché aux valeurs monarchistes libérales.
Il est également administrateur de plusieurs entreprises : les Faïenceries de Lunéville, la Société nancéienne de crédit industriel et de dépôts, dont il est un des fondateurs, la Soudière de la Meurthe, les Cristalleries de Saint-Louis, les verreries de Gironcourt, la société des Eaux de Vittel et la Compagnie de Châtillon-Commentry.
Ses obsèques à Nossoncourt sont conduites par le fils de Louis Buffet, André Buffet, comme représentant de Philippe d'Orléans.

### Sources
- « Charles de Ravinel », dans Adolphe Robert et Gaston Cougny, Dictionnaire des parlementaires français, Edgar Bourloton, 1889-1891 [détail de l’édition]
- Jean El Gammal, François Roth et Jean-Claude Delbreil, Dictionnaire des Parlementaires lorrains de la Troisième République, Serpenoise, 2006 (ISBN 2-87692-620-2 et 978-2-87692-620-2, OCLC 85885906, lire en ligne), p. 401-402